# Sonora Solano
Sonora Lucía Solano Caballero (Málaga, 27 de enero de 1989), más conocida como Sonora Solano, es una jugadora de balonmano y balonmano playa española que jugaba de guardameta en el Costa del Sol Málaga y la Selección Española de Balonmano Playa.

## Trayectoria
Comenzó a jugar al balonmano en el Colegio Los Olivos y se incorporó al juvenil de primer año del Málaga Costa del Sol. Entre 2006 y 2008 juega en Mijas y en el equipo sénior de Los Olivos para volver al conjunto dirigido por aquel entonces por Carmen Morales. Junto a Virginia Fernández defendieron la portería malagueña durante muchas temporadas que tuvo su culmen con el ascenso en la temporada 2014.
Tras dos temporadas con el Málaga en la máxima competición nacional, y tras terminar sus estudios de Arquitectura, sale de Málaga dirección La Rioja ya que, en 2016, Sonora ficha por el Sporting La Rioja con el que sólo estuvo una temporada para, en 2017, firmar por el Balonmano Morvedre y formó parte de aquél histórico equipo que logró el ascenso a División de Honor sin perder un solo partido.
En 2019 decidió no seguir en el Balonmano Morvedre para volver una nueva temporada al Sporting La Rioja, la que quedó cancelada por la pandemia. El conjunto riojano decidió no aceptar la plaza en la máxima división nacional lo que hizo que Sonora (además de por motivos personales) volviera a la Comunidad Valenciana a jugar con las saguntinas.
Tras la temporada 2023/24, que culminó con el ascenso del Balonmano Morvedre a la máxima división nacional se anunció su retirada de la competición de pista. Pero, tras la lesión de Alice Fernandes, Suso Gallardo la reclamó para entrenar con el equipo y acabó aceptando la oferta de incorporación al conjunto malacitano, que le hará jugar en Europa y competir con las panteras la temporada 2024/25 hasta la recuperación de Alice Fernandes.
Con la temporada 2024/25 hizo un total de 5 años en División de Honor y tres ascensos a DHF, uno con Málaga y otros dos con el Balonmano Morvedre.

### Clubes
- - 2016: Rincón Fertilidad Málaga
- 2016-17: Sporting La Rioja
- 2017-19: Morvedre
- 2019-20: Sporting La Rioja
- 2020-24: Morvedre
- 2024-25: Costa del Sol Málaga

### Balonmano Playa
Sonora ha sido una jugadora de playa que ha sido internacional en 24 ocasiones con las Guerreras de Arena, con las que ha jugado el Mundial celebrado en Rusia (dónde la selección terminó en 4.ª posición), los World Games de Polonia (dónde se alzaron con la medalla de bronce) y los Juegos Mundiales de Arena (dónde coincidió con las malagueñas Inma Navarrete y Alba Díaz) celebrados en Catar.
Se proclamó campeona de Europa, ganando los EBT Finals, con el CBMP Fomento y Deportes Málaga en 2024 y subcampeona de España el mismo año que complementó sus dos anteriores subcampeonatos en el mismo torneo.

## Títulos y galardones

### Selección española
- 1 x  Juegos Mundiales de 2017

### Clubes
- 1 x Campeona de Europa (EBT Finals)[19]
- 1 x Campeonato de Europa Universitario.[21]
- 1 x Arena Handball Tour (2023)
- 3 x Subcampeonas de España (2022, 2018, 2014)

### Galardones individuales
- Mejor deportista universitaria (UMA, 2013)[22]